# 哈瓦河
哈瓦河是俄羅斯的河流，位於沃羅涅日州內，屬於烏斯曼河的左支流，河道全長50公里，河中生活的魚類有狗魚、歐鰱、江鱈、丁鱥，淺水處長滿蘆葦和睡蓮。